# 舟形木棺

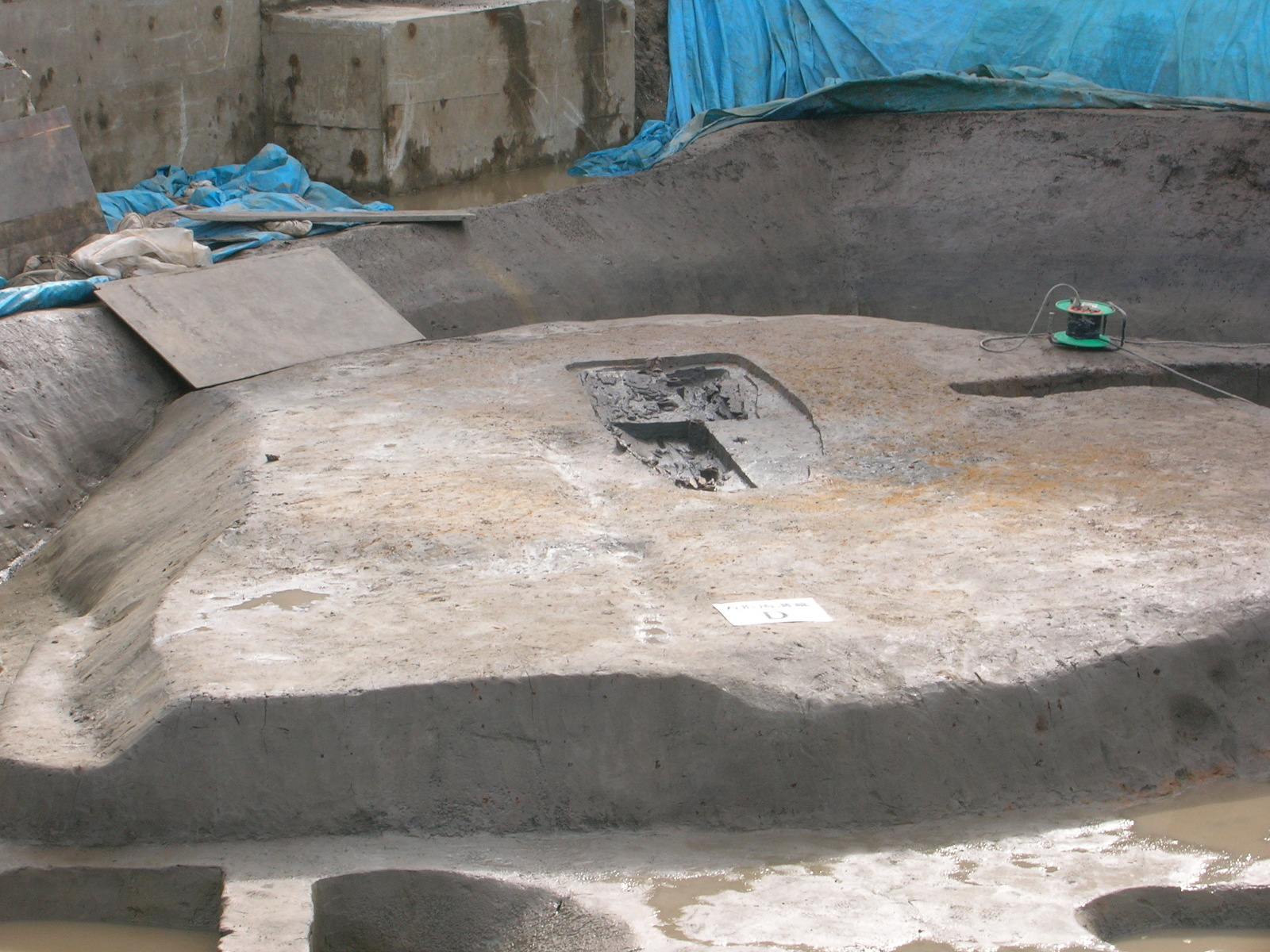
発掘調査中の方形周溝墓（平手町遺跡）。舟形木棺の痕跡が見える

舟形木棺（ふながたもくかん、ふながたもっかん）とは、弥生時代や古墳時代にみられる刳抜（くりぬき）式の木棺。丸太を縦に2つ割りにして中を刳り抜いて棺身と棺蓋をつくり、それを合わせて長大な円筒形の棺として舟のようにかたちを整えたもの。

## 概要
丸太を半裁し、内面を刳り抜き、外面を削り整え、棺身と棺蓋をつくり出したものを、刳抜式木棺と呼ぶ。刳抜式木棺のうち棺身の外底面が「船底状」をなすものを舟形木棺と称するが、古墳時代における分類として、棺身の横断面が緩やかなＵ字形であり船首（舳）と船尾（艫）を区別しない舟形木棺１類、棺身の横断面がＵ字形であり船首と船尾の区別がある舟形木棺２類に細分される。
舟形木棺１類は、古墳時代前期初頭から前葉にかけて畿内周辺の有力古墳に採用される。同時期の有力古墳で割竹形木棺を採用した例は少なく、古墳時代初期における最上位の棺形式であったと考えられる。舟形木棺２類は、古墳時代を通じて用いられており、東日本を中心に全国に分布する。丸木舟や準構造船の刳船部を模したものと考えられる。
弥生時代においても「船底状」の外底面をもつものは舟形木棺と称される。ただし、弥生時代後期後半の丹後・但馬地方を中心に多数の出土例が報告されている舟形木棺については、畿内の舟形木棺１類とは異なる特徴を備えていることから、舟底状木棺の概念が提唱されている。

## 舟形木棺をともなう墳墓
- 平手町遺跡（弥生時代、方形周溝墓、愛知県名古屋市）
- 雪野山古墳（古墳時代前期前半、前方後円墳、滋賀県東近江市。三角縁神獣鏡3面出土、長さ5.2メートル、幅は北端で0.9メートル以上、南端で0.8メートル以上、両小口に半環状の縄架け突起、棺内は2か所の仕切り板によって3分割されていた。）
- 下野七廻り鏡塚古墳（古墳時代後期、円墳、栃木市。舟形木棺は重要文化財、栃木市おおひら歴史民俗資料館で展示している[1]。）